# Freestyle-Rap
Freestyle-Rap ist eine Form des Rap, bei dem die Texte frei improvisiert sind.

## Merkmale
Beim Freestyle werden die Reimtexte direkt ausgedacht, also frei improvisiert. Ein besonderes Merkmal ist, dass jeder Freestyle einmalig ist, da die Texte nicht aufgeschrieben werden. Die Geschwindigkeit beim Freestyle ist variabel und ist von dem Instrumental Beat abhängig, der entweder live produziert wird, von einem DJ ausgewählt wird oder von einer anderen Quelle wie einem Musikplayer stammt. Man kann aber auch ohne eine Begleitmusik, also a cappella, freestylen. Manche MCs erzählen ganze Geschichten in einem Freestyle.
Vor Publikum wird Freestyle-Rap manchmal solo, zumeist aber in einer Cypher oder in einem Rap-Battle dargeboten. Cypher sind informelle Zusammentreffen von Artisten, die hintereinander oder abwechselnd ihre Parts vortragen. Sie haben nicht immer das Ziel, einen Besten zu ermitteln, und erinnern deshalb an Jamsessions. Cypher finden meist im öffentlichen Raum statt und werden danach multimedial verbreitet.
Im Battle-Rap gibt es meistens Freestyle-Runden, in denen gegeneinander angetreten wird. Dies ist aber von den jeweiligen Regeln abhängig.
Das Ansehen eines Rappers steigt, wenn er bei einem Auftritt seinen Text vergessen hat („choken“) und aus dem Stegreif inhaltlich kreative und rhythmisch saubere Freestyle-Zeilen vortragen kann. Dabei bleibt es nicht aus, dass vorgefertigte Texte als Freestyle ausgegeben werden.

## Rekorde
Der bisher längste Freestyle ohne Unterbrechung stammt aus dem Jahr 2016 von dem spanischen Rapper Arkano. Er rappte auf dem Madrider Puerta del Sol 24 Stunden und 34 Minuten und erhielt dafür einen Eintrag in das Guinness-Buch der Rekorde.

## Bekannte deutschsprachige Vertreter
David P., Blumentopf, MC Rene, Spax, Samy Deluxe, Prinz Porno, Gauner, Raptile, Fard, Karate Andi, Gozpel, MOK, Kay One, Rako

## Weitere bekannte Freestyler
Bandit, Eminem, Sage Francis, D12, Doseone, Freestyle Fellowship (Aceyalone), Zitral, Zack de la Rocha, Juice Wrld, The Notorious B.I.G., MoneyBoy